# Pitons, circs i escarpaments de l'illa de la Reunió
Els pitons, circs i muralles de l'Illa de la Reunió designen un bé natural d'Illa de la Reunió, al departament francès d'ultramar a l'oceà Índic sud-occidental. Està inscrit a la llista del Patrimoni de la Humanitat de la UNESCO des del 2010. La superfície representa uns 40% de l'illa.
Conté dos volcans d'edat geològica diferent: le Piton des Neiges (3070m, inactiu per 12.000 anys) i el Piton de la Fournaise (2631m, sempre actiu).